# Скит Святого Иоанна Предтечи (Реомяэ)
Скит Святого Иоанна Предтечи в Реомяэ (эст. Püha Eelkäija skiita) — единственная православная женская монашеская община в юрисдикции Эстонской апостольской православной церкви (Константинопольский патриархат), действовавшая с 2012 по 2023 год и возобновившая свою деятельность в 2024 году. Расположенная в местечке Реомяэ (Reomäe) на острове Сааремаа, в Эстонии.

## История
Женская монашеская община в юрисдикции Эстонской апостольской православной церкви в местечке Реомяэ (Reomäe) в 12 км от Курессааре была основана 9 июня 2012 года по благословению митрополита Таллиннского Стефана (Хараламбидиса).
Скит основан на базе приходской церкви в честь святого апостола Андрея Первозванного, построенной в 1873 году и являющейся памятником архитектуры XIX века. В бывших приходских помещениях, кроме монашеских келий, размещены: домовая часовня, комната для приёма посетителей (архондарик), трапезная, иконописная, швейная, механическая мастерские. Устроен сад. В распоряжении монашеской общины имелось 35 гектаров пахотных земель.
В 2010-е годы в скиту проживало 4 монахини: эстонка, американка, гречанка и немка по происхождению. Старшей в общине являлась эстонская монахиня Феофила (Сийнмаа) (эст. Theofili (Anu Siinmaa)). В духовном плане скит был связан с монастырём св. Иоанна Предтечи на г. Киссавос (северная Греция), откуда в скит переехали первые монахини. В январе 2023 года монахини вернулись в греческий монастырь, полностью завершив своё пребывание в Эстонии. Более года скит оставался в запустении.
В июне 2024 года для поддержания деятельности скита была пострижена финская монахиня Порфирия (Maria Susuna), а духовником назначен финский иеромонах Дамаскин (Олкинуора).

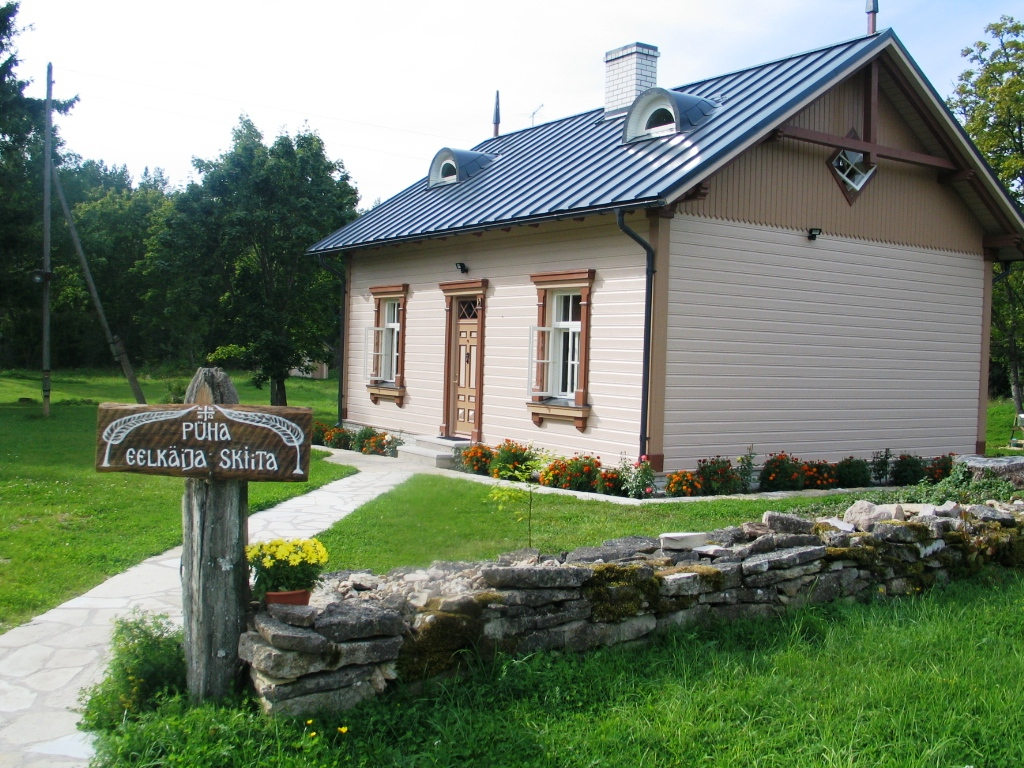
Вход в монастырь
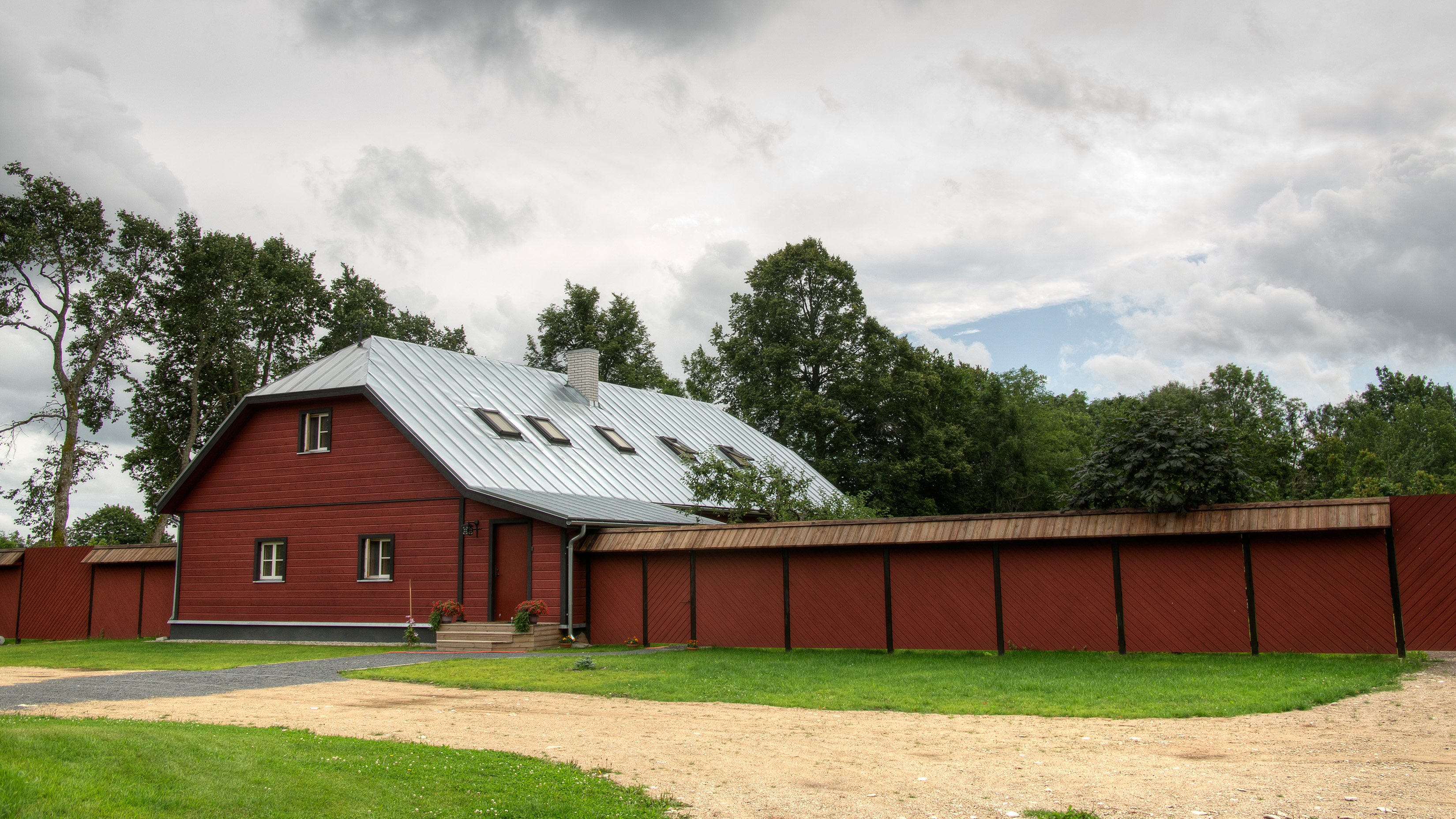
Сестринский корпус
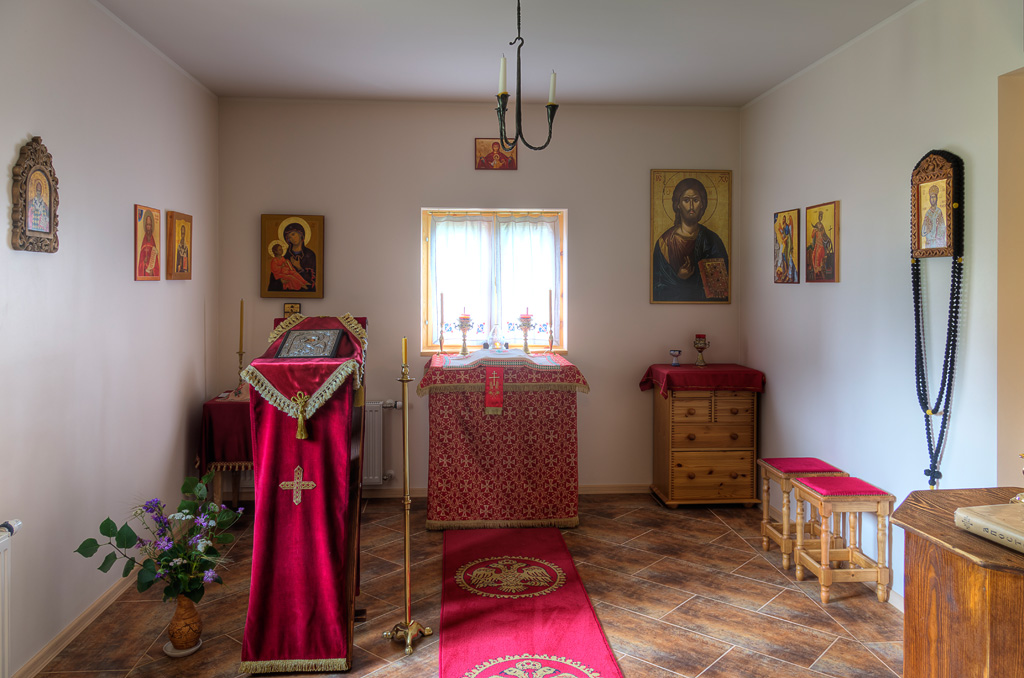
Часовня
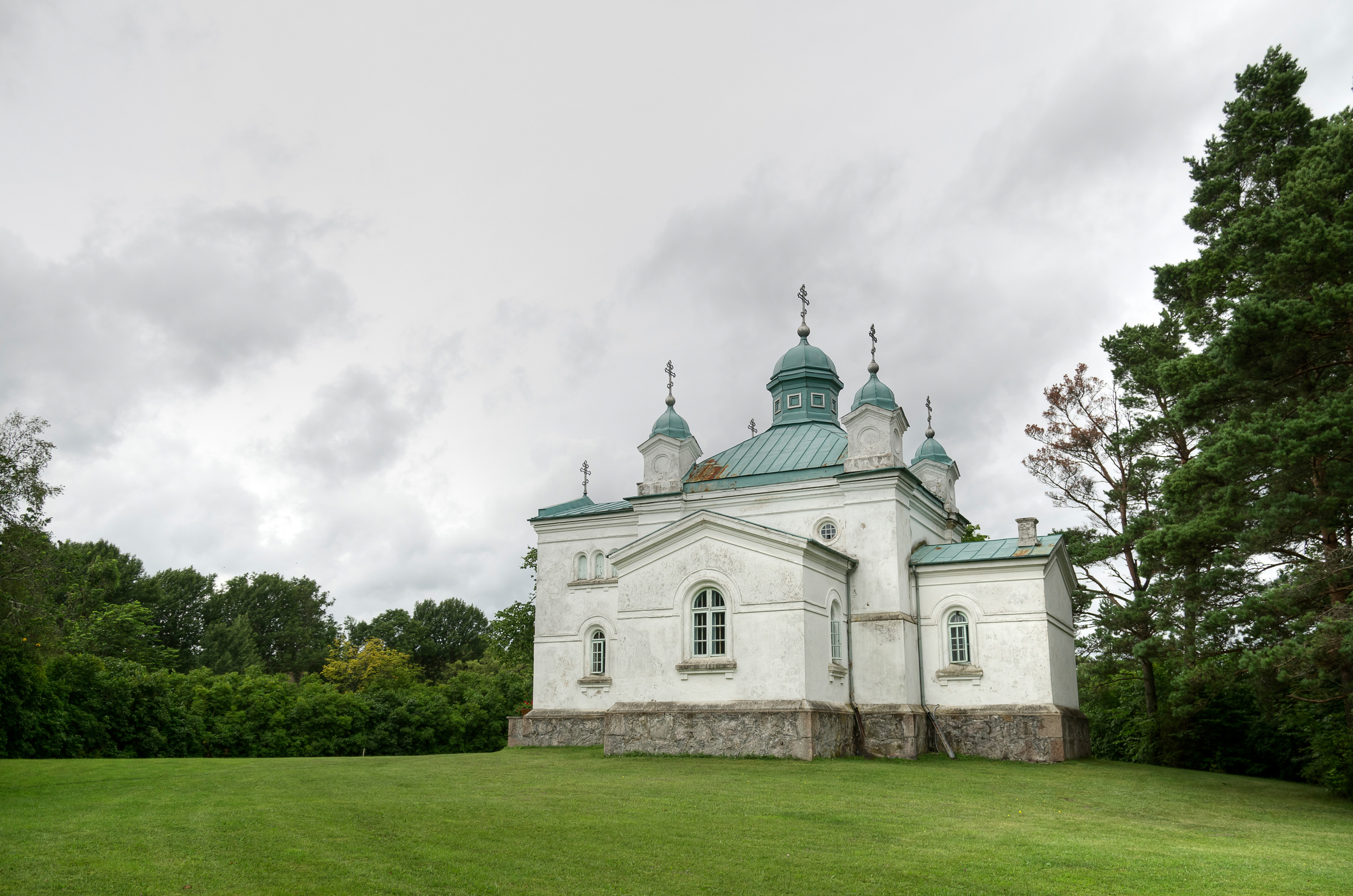
Церковь Андрея Первозванного